# NGC 2430
NGC 2430 је група звезда у сазвежђу Крма која се налази на NGC листи објеката дубоког неба.
Деклинација објекта је - 16° 17' 46" а ректасцензија 7h 39m 41,0s. Привидна величина (магнитуда) објекта NGC 2430 износи 16,5. NGC 2430 је још познат и под ознакама OCL?.